# STV Group
STV Group plc, anteriormente conhecido como "Scottish Television plc", "Scottish Media Group plc" e "SMG plc", é uma empresa de mídia com sede em Glasgow, Escócia. A empresa foi fundada em 1957 como uma empresa de radiodifusão televisiva. Mais tarde, o seu negócio expandiu-se também para os setores de jornais e publicidade. Após concluir uma reorganização em 2010, a STV Group atua principalmente nas áreas de rádio e televisão, vídeo sob demanda e produção de programas. A STV Group está atualmente listado na Bolsa de Valores de Londres e é constituinte do FTSE Small Companies Index.

## História

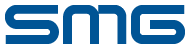
O último logotipo da SMG antes da reformulação da marca

A Scottish Television começou a ser transmitida em agosto de 1957 e mudou seu nome para Scottish Media Group (SMG) em 1996, após adquirir a Caledonian Publishing. Em 1997, adquiriu a Grampian Television e uma participação de 15% na UTV. Em 1998, comprou 31% da VCI Video Publisher Kingfisher e, em 1999, lançou o jornal Sunday Herald. Ainda em 1999, o Mirror Group vendeu sua participação de 18,6% da SMG para a Granada plc.  Durante o verão, houve negociações sobre a compra da GMTV, resultando na aquisição de 5% da participação do Guardian Media Group, com os 10% restantes indo para Carlton e Granada. Em setembro de 1999, a SMG comprou 37,4% do Heart of Midlothian F.C. por £ 8 milhões. Poucos dias depois, a empresa revelou um aumento de 2% nos lucros antes de impostos, totalizando £ 24 milhões, com um volume de negócios de £ 111,2 milhões.  
A empresa foi renomeada para "SMG plc" em 2000, expandindo com aquisições como Primesight, Pearl & Dean, e Ginger Media Group, incluindo Virgin Radio UK. Negociações para comprar a Border Television e Ulster Television não tiveram sucesso. Em dezembro de 2000, o Scottish Media Group (SMG) adquiriu 14,9% da Scottish Radio Holdings, aumentando essa participação para 27,7% em quatro meses. Em 2004, vendeu sua participação na Scottish Radio Holdings para a EMAP por £ 90 milhões, antecipando a consolidação do mercado de rádio. A Telewest vendeu sua participação de 16,9% no STV Group para um banco de investimento por £ 45 milhões para saldar dívidas. Rumores sobre a dissolução da empresa surgiram em 2003/2004, mas a SMG vendeu apenas seus jornais Herald e a participação na Scottish Radio Holdings. Em 2003, uma tentativa de aquisição da SMG pela UTV, 3i, e Scottish Radio Holdings por £ 400 milhões fracassou.
Ainda em 2004, a Video Collection International fundiu-se com a BBC Video, formando a 2 Entertain, com 60% pertencente ao STV Group e BBC Worldwide. Em setembro de 2004, a ITV plc comprou a participação de 25% da SMG na GMTV por £ 31 milhões. Andrew Flanagan renunciou ao cargo de presidente-executivo em 2006, após um período marcado por um declínio na produção de programas para a Escócia. Rob Woodward assumiu como executivo-chefe em 2007, iniciando uma reestruturação significativa e vendendo ativos de baixo desempenho, incluindo a Primesight por £ 62 milhões. Em 2008, a STV Group vendeu a Virgin Radio para um grupo liderado pelo The Times of India.
Em setembro de 2006, a STV Group (então SMG) rejeitou oficialmente uma oferta de fusão da UTV, detentora da franquia ITV da Irlanda do Norte. A abordagem de fusão teria dado aos acionistas da SMG uma participação de 52% na empresa combinada. O grupo escocês disse que seu conselho havia examinado uma proposta de fusão revisada da UTV, mas não acreditava que ela refletisse o valor da empresa. Em 10 de janeiro de 2007, a SMG e a UTV concordaram com os detalhes de uma fusão, incluindo uma divisão de ações revisada entre as duas. A UTV deteria 54% do grupo, com a SMG detendo os 46% restantes. Essa fusão foi finalmente rejeitada no final de fevereiro de 2007, e uma nova diretoria e equipe de gestão foram introduzidas na SMG pouco tempo depois.
Em junho de 2008, a SMG plc anunciou planos de mudar seu nome para "STV Group plc". A empresa disse que a mudança de nome proposta visava destacar o seu foco renovado na televisão, abrangendo as franquias STV Central e STV North, bem como o negócio de produção de TV da empresa. Esta mudança de nome foi aprovada em uma assembleia geral extraordinária em setembro de 2008, juntamente com um novo acordo que resultou na Pearl & Dean cuidando da publicidade para Showcase Cinemas, o que significava que os títulos Pearl & Dean apareceriam em pouco menos da metade dos sites de cinema do Reino Unido. A nova marca da STV Group foi introduzida em 1 de outubro de 2008.

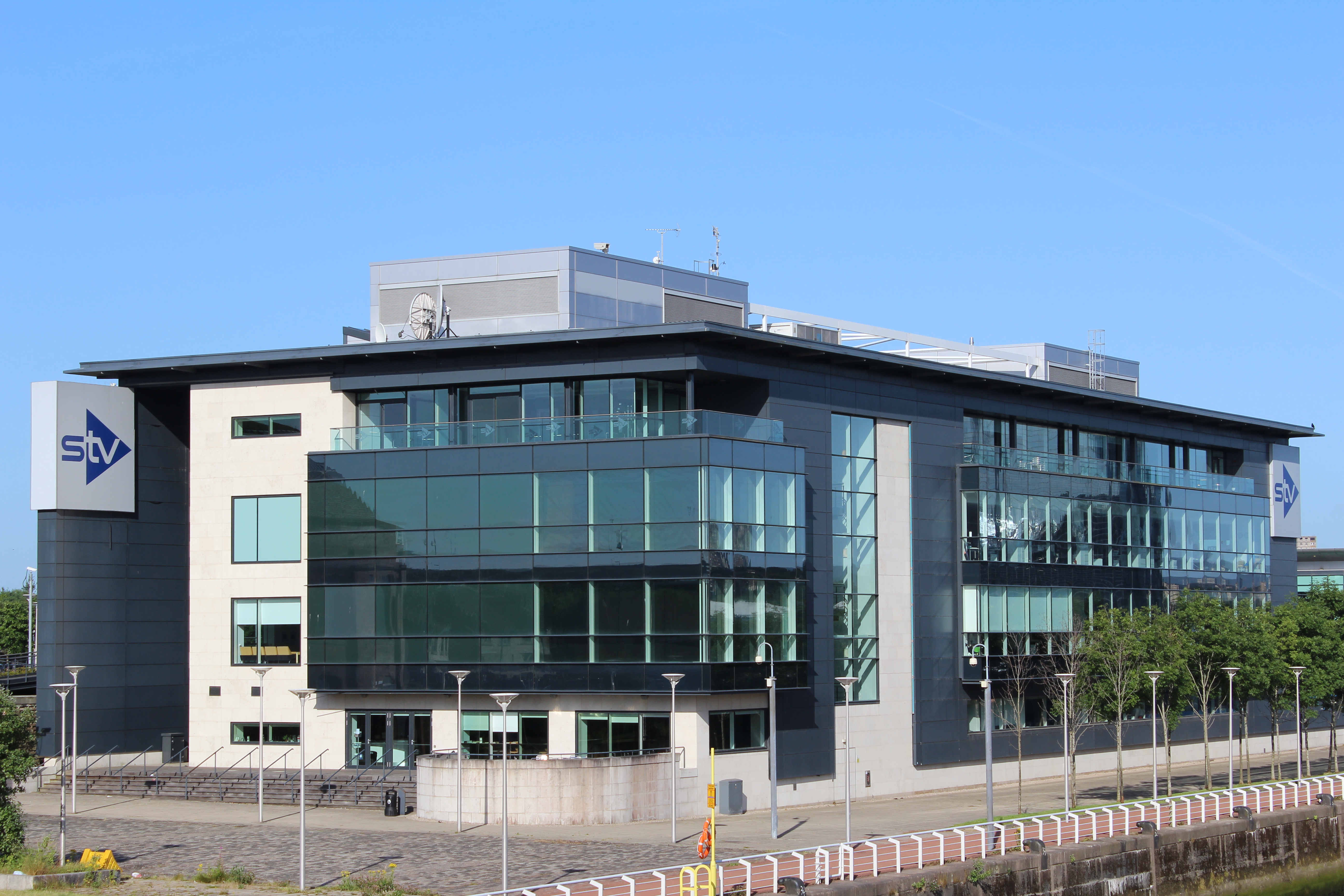
O STV HQ & estúdios, em Glasgow.

A sede da STV Group em Glasgow fica no Pacific Quay, um empreendimento de 2006 próximo ao rio Clyde, ao lado dos estúdios da BBC Scotland e do Glasgow Science Centre. Os estúdios da STV Group em Aberdeen mudaram-se para um novo local construído para esse fim na área de Tullos, em 2003.

### Relação com a ITV plc
Em setembro de 2009, a ITV plc anunciou que iniciaria um processo legal contra a STV por uma dívida não paga de £38 milhões de contribuições de programação de rede, seguindo a prática da STV de abandonar uma série de programas de rede na franquia da STV. Ao mesmo tempo, a STV alegou que também estava seguindo procedimentos contra a ITV plc, por até 40 milhões de libras devidas à STV sob seus contratos de venda de publicidade. Ambas as reivindicações foram resolvidas por acordo mútuo entre as duas emissoras em abril de 2011. O acordo incluiu uma indenização financeira de £18 milhões paga pela STV à ITV.

## Televisão

### STV
A STV Group plc é proprietária de duas licenças da ITV escocesa: Scottish Television, que cobre a Escócia Central, e Grampian Television, que cobre o norte da Escócia. Em 2 de março de 2006, foi anunciado que a Scottish Television voltaria a usar seu antigo nome de marca “STV”, usado desde o início da transmissão em cores em 1969 até 30 de agosto de 1985, e pelo qual a emissora ainda era informalmente conhecida em partes da Escócia. A Scottish Television ficou conhecida como STV Central. Ao mesmo tempo, a Grampian Television também se tornaria conhecida como STV North, com a identidade principal da STV atendendo às duas licenças. A reformulação da marca ocorreu em 30 de maio de 2006.

### Outros canais
Em 11 de janeiro de 2013, a STV recebeu duas licenças de TV locais da Ofcom para operar canais de televisão digital terrestre em Glasgow e Edimburgo por até 12 anos. Os dois canais, STV Glasgow e STV Edinburgh, seriam entregues em parceria com a Glasgow Caledonian University e a Edinburgh Napier University, respectivamente. STV Glasgow foi lançado em 2 de junho de 2014, e STV Edimburgo foi lançado em 12 de janeiro de 2015. Em março de 2015, a STV recebeu licenças locais para as áreas de Aberdeen, Ayr e Dundee. Em abril de 2017, STV Glasgow e STV Edinburgh foram renomeadas como STV2. Pouco mais de um ano depois, em maio de 2018, a STV anunciou que fecharia a STV2 em 30 de junho de 2018.

## Produções

### STV Studios
STV Studios (anteriormente STV Productions, SMG Productions) faz parte do braço de produção de televisão em rede do STV Group plc, produzindo dramas, programas fatuais, entretenimento e produção infantil a partir de suas bases em Glasgow e Londres para todas as redes terrestres do Reino Unido, bem como os principais canais de satélite e canais a cabo.

### Ginger Productions
A Ginger Productions (fundada pelo apresentador Chris Evans), ao lado da STV Productions, faz parte do braço de produção de rede do STV Group plc. Com sede em Waterhouse Square, em Londres, sua produção concentra-se em Entretenimento e Entretenimento Fatual. Ginger foi adquirida como parte da aquisição do Ginger Media Group pela SMG em 2000.

### STV Creative
STV Creative é a divisão de produção comercial da empresa, com sede em Glasgow.